# 東京ライジング
『東京ライジング』（Tokyo Rising）は、2011年に公開されたアメリカ合衆国のドキュメンタリー映画。

## 概要
ファレル・ウイリアムスが日本のアーティストなどへのインタビューを行いながら、東日本大震災後の東京を描いている。ニューヨークで先行上映会が行われた後、インターネット上で無料公開された。